# 김민형 (프로게이머)
김민형은 대한민국의 스타크래프트 II 프로게이머다. 종족은 테란이며, 아이디는 Apocalypse이다.
2012년 Quantic Gaming에 입단하여 활동하다가 같은 해 12월에 팀이 해체되었고 이후 It's Gosu eSports에 입단했다. 이후 Quantic Gaming이 다시 재창단되어 Quantic Gaming으로 이적, 다시 복귀했다. 2013년 8월 IvDgaming으로 이적하여 2014년 9월 30일까지 활동했다.

## 주요 기록
- 2012년 MLG Pro Circuit 2012 – Fall Championship 40강
- 2013년 2013 MLG Spring Championship 32강
- 2013년 2013 WCS 아메리카 시즌 1 챌린저리그 8강
- 2013년 2013 WCS 아메리카 시즌 1 프리미어리그 16강
- 2013년 2013 MLG Spring Championship 32강
- 2013년 2013 WCS 아메리카 시즌 2 챌린저리그 16강
- 2013년 2013 WCS 아메리카 시즌 2 프리미어리그 32강
- 2013년 2013 WCS 아메리카 시즌 3 챌린저리그 16강
- 2013년 2013 WCS 아메리카 시즌 3 프리미어리그 16강
- 2014년 ASUS ROG Winter 2014 8강
- 2014년 Destiny I 4강
- 2014년 2014 Red Bull Battle Grounds: Detroit 32강
- 2015년 ASUS ROG Summer 2015 8강
- 2015년 2015 DreamHack Open: Stockholm 32강